# Latvijas PSR čempionāts futbolā 1985
L'edizione 1985 del massimo campionato di calcio lettone fu la 41ª come competizione della Repubblica Socialista Sovietica Lettone; il titolo fu vinto dall'Alfa Riga, giunto al suo quarto titolo.

## Formula
Il campionato era formato da quattordici squadre che si incontrarono in gare di andata e ritorno per un totale di 26 turni; erano assegnati due punti alla vittoria, un punto al pareggio e zero per la sconfitta.

## Classifica finale
|                        | Pos. | Squadra               | Pt | G  | V  | N | P  | GF | GS | DR  |
| ---------------------- | ---- | --------------------- | -- | -- | -- | - | -- | -- | -- | --- |
| RSS Lettone (bandiera) | 1.   | Alfa Rīga             | 40 | 28 | 17 | 6 | 5  | 50 | 23 | +27 |
|                        | 2.   | Ķīmiķis               | 39 | 28 | 18 | 3 | 7  | 36 | 20 | +16 |
|                        | 3.   | Gauja Valmiera        | 38 | 28 | 15 | 8 | 5  | 60 | 32 | +28 |
|                        | 4.   | Enerģija Rīga         | 38 | 28 | 15 | 8 | 5  | 48 | 27 | +21 |
|                        | 5.   | Sarkanais Metalurgs   | 35 | 28 | 14 | 7 | 7  | 45 | 31 | +14 |
|                        | 6.   | Celtnieks Rīga        | 34 | 28 | 13 | 8 | 7  | 50 | 30 | +20 |
|                        | 7.   | Torpedo Riga          | 31 | 28 | 11 | 9 | 8  | 39 | 28 | +11 |
|                        | 8.   | Junioru izlase        | 29 | 28 | 13 | 3 | 12 | 40 | 38 | +2  |
|                        | 9.   | Jūrnieks              | 28 | 28 | 11 | 6 | 11 | 51 | 46 | +5  |
|                        | 10.  | VEF Riga              | 27 | 28 | 11 | 5 | 12 | 45 | 34 | +11 |
|                        | 11.  | Aditajs Ogre          | 24 | 28 | 9  | 6 | 13 | 32 | 45 | -13 |
|                        | 12.  | Zvezda Riga           | 19 | 28 | 7  | 5 | 16 | 28 | 45 | -17 |
|                        | 13.  | Sarkanais Kvadrats    | 18 | 28 | 5  | 8 | 15 | 20 | 59 | -39 |
|                        | 14.  | Mašīnbūvētājs Rēzekne | 16 | 28 | 6  | 4 | 18 | 28 | 67 | -39 |
|                        | 15.  | RPI Riga              | 4  | 28 | 1  | 2 | 25 | 19 | 66 | -47 |